# 2009 في اليابان
فيما يلي قوائم الأحداث التي وقعت خلال عام 2009 في اليابان.

## أحداث
- 23 مارس – فيديكس إكسبرس الرحلة 80

## سياسة

### تعيين في المنصب
- 16 سبتمبر – سيجي مايهارا Minister of Land, Infrastructure, Transport and Tourism [الإنجليزية]‏.
- 16 سبتمبر – ميزوهو فوكوشيما Minister of State for Consumer Affairs and Food Safety [الإنجليزية]‏.
- 16 سبتمبر – ناوتو كان نائب رئيس وزراء اليابان [الإنجليزية]‏.
- 16 سبتمبر – يوكيو هاتوياما رئيس وزراء اليابان.

### انتهاء فترة المنصب
- 21 يوليو – جونيتشيرو كويزومي عضو مجلس النواب من اليابان.
- 16 سبتمبر – تارو أسو رئيس وزراء اليابان.
- 16 سبتمبر – هيروفومي ناكاسوني وزير الشؤون الخارجية [الإنجليزية]‏.

## رياضة
- 1 يناير – جائزة اليابان الكبرى للدراجات النارية 2009
- 4 أكتوبر – جائزة اليابان الكبرى 2009 الفائز سباستيان فيتل.

## ظهور
- 1 يناير – بيساتسو شونن
- 1 يناير – بيغ كوميك سبيرايتس الشهرية مجلة.
- 1 يناير – يونغ إيس

## أفلام
من الأفلام التي صدرت هذه السنة في اليابان:
- 1 يناير – العمى من إخراج فرناندو ميريليس.
- 1 يناير – المحقق كونان: المطارد الأسود من إخراج ياسويشيرو ياماموتو.
- 1 يناير – إيفانجيليون: 2.0 أنت (لا) تستطيع التقدم من إخراج هيدياكي أنو، كازويا تسوروماكي.
- 1 يناير – جو-أون: الشبح الأسود من إخراج Mari Asato [الإنجليزية]‏.
- 1 يناير – هاي كيك غيرل من إخراج Fuyuhiko Nishi  [لغات أخرى]‏.
- 27 يونيو – جو-أون: الشبح الأبيض
- 23 أغسطس – أوكوريبيتو من إخراج يوجيرو تاكيتا.
- 5 أكتوبر – الولد الخارق من إخراج ديفيد باورز.

## برامج ومسلسلات وأنمي
- عدن الشرق
- الدراج المقنع كيفا

## كتب
من الكتب التي صدرت هذه السنة في اليابان:
- 1 يناير – ماريا ساما غا ميترو من تأليف Oyuki Konno  [لغات أخرى]‏.

## وفيات

### يناير
- 2 يناير – ريوزو هيراكي (مواليد 1931) لاعبو كرة قدم يابانيون.

### مارس
- 25 مارس – يوكيو إندو (مواليد 1937)

### أبريل
- 27 أبريل – توموهيكو إيكوما (مواليد 1932) لاعب كرة قدم ياباني.

### يوليو
- 21 يوليو – يوشينوري كانادا (مواليد 1952) رسّام رسوم متحركة ياباني.

### أغسطس
- 4 أغسطس – هيروتسوغو أكايكي (مواليد 1927)
- 12 أغسطس – شينغو ياماشيرو (مواليد 1938) ممثل ياباني.

### سبتمبر
- 11 سبتمبر – هيتوشي أوكينأ (مواليد 1959) لاعب كرة قدم ياباني.
- 11 سبتمبر – يوشيتو أوسوي (مواليد 1958)

### أكتوبر
- 1 أكتوبر – كازومي تاكادا (مواليد 1951) لاعب كرة قدم ياباني.

### ديسمبر
- 27 ديسمبر – تاكاشي تاكابابياشي (مواليد 1931) لاعبو كرة قدم يابانيون.